# 吉田宣弘
吉田 宣弘（よしだ のぶひろ、1967年12月8日 - ）は、日本の政治家。公明党所属の衆議院議員（4期）。
福岡県議会議員（1期）、経済産業大臣政務官兼内閣府大臣政務官を歴任した。

## 経歴
熊本県荒尾市生まれ。父親は警察官だった。熊本市立尾ノ上小学校、山鹿市立山鹿中学校卒業。1986年3月、熊本県立玉名高等学校卒業。1992年3月、九州大学法学部卒業。1993年10月、福岡県大牟田市役所に入所。3年半で同市役所を退職。2004年6月、株式会社三井三池製作所に入社。2007年2月、参議院議員の木庭健太郎の秘書となる。6年勤めたあと、参議院議員の西田実仁の秘書となった。
2014年（平成26年）、第47回衆議院議員総選挙で公明党から比例九州ブロック（単独4位）に立候補し、初当選。
2017年（平成29年）、第48回衆議院議員総選挙で公明党から比例九州ブロック（単独4位）に立候補するも次点で落選。
2019年（平成31年）、福岡県議会議員選挙に久留米市選挙区から立候補し、当選した。
2021年（令和3年）、衆議院比例九州ブロック選出の遠山清彦が辞職したことに伴い、欠員補充の選挙会が2月9日に行われ、吉田の繰り上げ当選を決定し、官報公示された。吉田は同日付で福岡県議会議員を辞職し、当選決定を受け入れた。同年、第49回衆議院議員総選挙で公明党から比例九州ブロック（単独2位）に立候補し、3選。
2024年（令和6年）の第50回衆議院議員総選挙で公明党から比例九州ブロック（単独2位）に立候補し、4選。

## 政策・主張
- 選択的夫婦別姓制度導入について、「結婚したら夫婦同姓か夫婦別姓を自由に選べるようにすべき」としている[11]。
- 集団的自衛権の行使に反対。
- アベノミクスを評価する。
- 軽減税率を導入するべき。
- 村山談話、河野談話を見直すべきでない。
- ヘイトスピーチを法律で規制することに賛成[12]。

## 人物
- 喫煙者であり、超党派の愛煙家国会議員からなる議員連盟「もくもく会」に所属している[13]。

## 事件・不祥事
2021年8月4日、吉田と太田昌孝（いずれも公明党衆議院議員）の元秘書2人が貸金業法違反に問われたため、東京地検特捜部は吉田と太田の議員会館事務所に家宅捜索に入った。この元秘書2人は、登録貸金業者となっていないにもかかわらず、政府系金融機関と融資先の仲介業務に関与し、多額の報酬を得ていたとされる。この元秘書2人は、遠山清彦が衆院議員時代に秘書を務め、遠山の辞職後に吉田と太田の秘書になっていた。同日夜、吉田はある人物の容疑で捜索を受けたとし、「（ある人物とは）私や私の秘書ではない」とするコメントを発表した。その後、遠山は貸金業法違反の罪で起訴され、執行猶予付きの懲役刑を言い渡されている。

## 所属団体・議員連盟
- もくもく会[13]
- 人権外交を超党派で考える議員連盟（副会長）[17]

## 選挙歴
| 当落 | 選挙                     | 執行日         | 年齢 | 選挙区           | 政党   | 得票数    | 得票率 | 定数 | 得票順位 /候補者数 | 政党内比例順位 /政党当選者数 |
| ---- | ------------------------ | -------------- | ---- | ---------------- | ------ | --------- | ------ | ---- | ------------------ | ---------------------------- |
| 当   | 第47回衆議院議員総選挙   | 2014年12月14日 | 47   | 比例九州ブロック | 公明党 | ーー票    | ーー   | 21   | /                  | 3/3                          |
| 繰当 | 第48回衆議院議員総選挙   | 2017年10月22日 | 49   | 比例九州ブロック | 公明党 | ーー票    | ーー   | 20   | /                  | 4/3                          |
| 当   | 2019年福岡県議会議員選挙 | 2019年4月7日   | 51   | 久留米市選挙区   | 公明党 | 1万8813票 | 17.30% | 5    | 5/6                | /                            |
| 当   | 第49回衆議院議員総選挙   | 2021年10月31日 | 53   | 比例九州ブロック | 公明党 | ーー票    | ーー   | 20   | /                  | 2/4                          |
| 当   | 第50回衆議院議員総選挙   | 2024年10月27日 | 56   | 比例九州ブロック | 公明党 | ーー票    | ーー   | 20   | /                  | 2/3                          |